# Кроу, Джозеф Арчер
Джозеф Арчер Кроу (англ. Joseph Archer Crowe; 25 октября 1825, Лондон — 6 сентября 1896, замок Гамбург, Бавария) — английский журналист, дипломат и историк искусства. Приверженец знато́ческой методики атрибуции произведений изобразительного искусства. Брат художника Айры Кроу, отец дипломата Айры Александра Кроу.

## Биография
Отец братьев Кроу Айра Эванс Кроу был парижским корреспондентом лондонской газеты «Morning Chronicle», так что детство и юность обоих братьев в значительной мере прошли в Париже. Здесь они вместе начали заниматься живописью. В то же время Джон Арчер Кроу вслед за отцом обратился к карьере журналиста.
Во время Крымской войны в качестве корреспондента газеты «Illustrated London News» он был в 1853—1854 гг. в Турции, а в 1855—1856 гг. в Крыму. В 1857 году уехал в Индию. В австро-итальянской войне 1859 г. принимал участие как корреспондент газеты «Times». Далее журналистская карьера Кроу перешла в дипломатическую: в 1860 г. он был назначен британским генеральным консулом в Лейпциге, в 1872 г. в той же должности был переведён в Дюссельдорф, в 1880 г. занял пост торгового атташе в Берлине, а в 1882 г. тот же пост в Париже. В 1880-е гг. Кроу был британским представителем в ходе нескольких важных международных конференций; в 1890 г. он был возведён в рыцарское достоинство.
Во время юношеского путешествия по Германии в 1846—1847 гг. завязалась дружба и творческое содружество Кроу с итальянским историком искусства Джованни Баттиста Кавальказелле. После антиавстрийского восстания в Ломбардии и Венето 1848 года Кавальказелле вынужден был покинуть Италию и последовал за Кроу в Лондон. Плодом совместного творчества Кроу и Кавальказелле стал ряд книг, заложившие основу систематической британской истории искусства. Первой совместной работой Кроу и Кавальказелле была книга «Ранние фламандские художники» (англ. Early Flemish Painters; Лондон, 1857). За ней последовали фундаментальная «Новая история живописи в Италии со II по XVI вв.» (англ. A New History of Painting in Italy from the Second to the Sixteenth Century; 1864—1871, 5 томов), биографии Тициана (англ. Titian: His Life and Times; 1877) и Рафаэля (англ. Raphael: His Life and Works; 1882—1885). 
Следуя методике Джованни Морелли и Бернарда Беренсона, Кавальказелле и Кроу в своей атрибуционной работе стремились осуществить «пространное критическое исследование итальянской и голландской живописи исключительно на основе данных зрительного восприятия… Они были убеждёнными эмпириками и враждебно относились к любому теоретизированию». Распределение работы между двумя авторами состояло, по-видимому, в том, что Кроу производил окончательную редактуру текста, основанного на идеях обоих авторов, а Кавальказелле, используя ранее сделанные им путевые зарисовки, выполнял в качестве иллюстраций гравюры на дереве.
В 1895 году Кроу опубликовал мемуары «Воспоминания тридцати пяти лет моей жизни» (англ. Reminiscences of Thirty-Five Years of My Life).